# Boris Mel'nikov
Boris Borisovič Mel'nikov (in russo Борис Борисович Мельников?; Leningrado, 16 maggio 1938 – San Pietroburgo, 5 febbraio 2022) è stato uno schermidore sovietico, vincitore di una medaglia d'oro nella scherma ai giochi olimpici.